# Jörg Neugebauer (Physiker)
Jörg Neugebauer (* 12. August 1963 in Berlin) ist ein deutscher Physiker und Materialwissenschaftler.

## Leben
Jörg Neugebauer studierte von 1982 bis 1987 Physik an der Humboldt-Universität zu Berlin. Nach dem Diplom fertigte er dort seine Dissertation mit dem Titel Bestimmung der atomaren Struktur von reinen Halbleiteroberflächen, -grenzflächen und -epitaxieschichten mit Hilfe von Gesamtenergierechnungen auf der Basis der Methode der starken Bindung an, mit der er 1989 promoviert wurde.
Anschließend arbeitete Neugebauer als Postdoc im Fritz-Haber-Institut der Max-Planck-Gesellschaft (1989–1993) und darauf als Gastwissenschaftler im Xerox Palo Alto Research Center (PARC) in den USA (1993–1996). Zurück in Deutschland leitete er eine Selbständige Nachwuchsgruppe der Max-Planck-Gesellschaft am Fritz-Haber-Institut (bis 2003) und habilitierte sich 2001 in Theoretischer Physik an der Technischen Universität Berlin.
2003 wurde Neugebauer an die Universität Paderborn als Inhaber des Lehrstuhls für Theoretische Physik berufen. Jedoch schon 2004 wechselte er an das Düsseldorfer Max-Planck-Institut für Eisenforschung als Wissenschaftliches Mitglied der Max-Planck-Gesellschaft und Direktor am Institut, um dort die Abteilung Computergestütztes Materialdesign aufzubauen und zu leiten. Arbeitsschwerpunkte in Neugebauers Abteilung sind ab-initio (parameterfreie) skalenüberbrückende Computersimulationen, ab-initio Thermodynamik und Kinetik, Oberflächen- und Defekt-Physik sowie Theorie der Epitaxie, Erstarrung und Mikrostruktur.
2007 wurde er Honorar-Professor an der Ruhr-Universität Bochum, wo er dann Initiator und Gründungsmitglied des Interdisciplinary Center of Advanced Materials Simulations (ICAMS) an der Ruhr-Universität Bochum war und dort seit 2008 als Direktor die Advanced Study Group „Modelling“ leitet.

## Preise, Ehrungen und Mitgliedschaften
- Humboldtpreis der Humboldt-Universität zu Berlin (1990)
- DAAD-Forschungsstipendium (1993)
- DFG-Habilitationsstipendium (1996)
- Honorarprofessor an der Ruhr-Universität Bochum (seit 2007)
- Mitglied der Nordrhein-Westfälischen Akademie der Wissenschaften und der Künste (seit 2010)
- European Research Council (ERC) Advanced Grant SMARTMET (2012)
- Ernst-Mach-Ehrenmedaille (2016)